# Cademène
Cademène é uma comuna francesa na região administrativa de Borgonha-Franco-Condado, no departamento de Doubs. Estende-se por uma área de 3,39 km². Em 2010 a comuna tinha 68 habitantes (densidade: 20,1 hab./km²).recensement.insee.fr/chiffresCles.action?zoneSearchField=&codeZone=25106-COM&idTheme=3</ref>, com uma densidade de 27 hab/km².